# 分波器
分波器（ぶんぱき）とは、複数の異なる周波数帯の信号が重畳された単一の信号線路から、インピーダンスが乱れないように、それぞれの周波数帯に分けて出力する機器または電子部品である。

## テレビ受信用分波器
たとえば、VHF、UHF、BSの3つのテレビジョン受信アンテナを屋根に設置していて、屋内まで1本の給電線で引き込みたい場合、3つのアンテナからの信号を1つにまとめるのが混合器で、これをもとのVHF、UHF、BSの信号に戻すのが分波器である。一般的に分波器を逆接続すると混合器として使用できる。
同一家庭・建物の複数の受像機を接続する際に使用する分配器とは「アンテナで受信した電波を分割して配信する」という点では共通するために混同されやすいが、分配器は電波を分化するがゆえに強い波長のほうしか視聴できないため、分波器で地上波と衛星波の入力端子を分けて均一にしなければならない。

## 無線通信用分波器
無線通信の分野ではダイプレクサと言うことが多い。特に送信周波数と受信周波数を分波する場合は、デュプレクサと言う。